# عمود خطأ

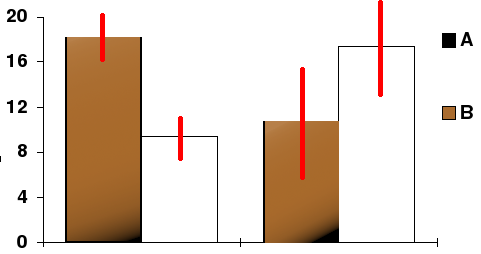
مخطط أعمدة مع مجالات ثقة (موضحة كخطوط حمراء).

أعمدة الخطأ Error bar هي تمثيلات بيانية لاختلافية البيانات وتُستخدم للإشارة إلى الخطأ أو عدم اليقين في القياسات المقررة. تمنح هذه التمثيلات فكرة عامة حول دقة القياس -أو عكسيا- مدى ابتعاد القيمة المقررة عن القيمة الحقيقية (الخالية من الخطأ). تمثل أعمدة الخطأ غالبا: انحرافا قياسيا لعدم اليقين، خطأ قياسيا واحدا، أو مجال ثقة محددا (مثال: 95% مجال). هذه الكميات ليست متماثلة وكذلك القياسات المختارة يجب أن تُذكر بصراحة في المخطط أو النص الوصفي.
يمكن أن تُستخدم أعمدة الخطأ لمقارنة كميتين بصريا إن تماسكت عدة شروط أخرى. يمكن أن يحدد هذا إن كانت الاختلافات معتبرةً إحصائيا أم لا. كما يمكن أن تُستخدم أعمدة الخطأ لاقتراح صلاح تناسب وظيفة معينة (مثال: مدى جودة وصف الوظيفة للبيانات). البحوث العلمية في العلوم التجريبية يُتوقع اشتمالها على أعمدة الخطأ في جميع المخططات البيانية، رغم أن التطبيق العملي يختلف نوعا ما بين العلوم، وكل بحث سيكون له نمطه الخاص. ظهر كذلك أنه يمكن استخدام أعمدة الخطأ كواجهة معالجة مباشرة للتحكم في الخوارزميات الاحتمالية لحساب تقريبي. يمكن أن يُعبَّر عن أعمدة الخطأ أيضا بإشارة زائد-ناقص (±)، حيث الزائد هو الحد الأعلى للخطأ والناقص هو الحد الأسفل.
فهم خاطئ شائع في الإحصاء الابتدائي هو أن أعمدة الخطأ تُظهِر إن كان هنالك فرق إحصائيُّ معتبرٌ أم لا، وذلك بمعاينة إن كانت أعمدة الخطأ متداخلة أم لا، لكن هذا ليس صحيحا.